# Dyrniki
Dyrniki (russisch Дырники, auch Dyromoljai, Дыромоляи,  veraltet Schtschelniki, Щельники) sind Mitglieder einer kleinen christliche Gemeinschaft in  Mittelsibirien in Russland. 

## Geschichte
Schtschelniki sind seit dem frühen 19. Jahrhundert im Dongebiet bei den Kosaken beschrieben. Sie sollen Gemeinsamkeiten mit der Gemeinschaft der Selbsttäufer haben.
Noch im späten 20. Jahrhundert und in der Bevölkerungserhebung von 2010 gab es einige Dyrniki in der Republik Komi.

## Religiöse Ausrichtung
Die Dyrniki lehnen kirchliche Institutionen und Priester nach den Reformen von Patriarch Nikon von 1652 ab (priesterlose Altgläubige). Sie haben keine Kirchen. Die Dyrniki beten in Richtung Osten, im Sommer im Freien, im Winter durch kleine Öffnungen oder Fenster in ihren Häusern, daher ihre Bezeichnung (von dyrka Loch). 
Auch Ikonen akzeptieren sie nicht.